# 下村正助
下村 正助（しもむら しょうすけ、1885年（明治18年）1月9日 - 1953年（昭和28年）7月30日）は、日本の海軍軍人。最終階級は海軍中将。山形県米沢市出身。

## 人物像
- 1929年 - 30年にかけて山梨勝之進海軍次官、堀悌吉軍務局長の下でロンドン海軍軍縮会議における資料作成に携わった。しかし下村自身は文書作成の類を苦手としていて、高木惣吉海軍中佐と大井篤海軍少佐に要点を口述し、資料作成は任せていた。
- 上司の出す命令を鵜呑みにする者に対して、「棒読み」、「過度の謹直」等と、時には本人の面前で遠慮無く発言した。
- 太平洋戦争の終戦工作に協力していたことが知られる。

## 挿話
日中関係が不穏な時期に下村は第10戦隊司令官に就任した。下村は日本海軍の通信系統、即ち、北京海軍駐在武官→旅順→東京→佐世保→高雄→第三艦隊旗艦出雲から、佐世保、高雄を省略することで、日華事変が勃発した当日に出雲艦上においていち早く事変発生の情報を入手した。第三艦隊司令長官長谷川清と会談中のことであった。

## 親族
- 兄:下村忠助海軍中佐。
- 岳父:佐藤鉄太郎海軍中将
- 義弟:岡田貞外茂海軍大佐
- 義弟:大井篤海軍大佐

## 年譜
- 1885年（明治18年）1月9日- 山形県置賜郡米沢町（現在の米沢市）生
- 1904年（明治37年）11月18日- 海軍兵学校入校 入校時成績順位183名中第17位
- 1907年（明治40年）11月20日- 海軍兵学校卒業（35期） 卒業時成績順位172名中第29位・ 海軍少尉候補生・2等巡洋艦「橋立」乗組
- 1908年（明治41年）1月25日- 練習艦隊遠洋航海出発 香港 - サイゴン - シンガポール - ペナン - ツリンコマリー - コロンボ - バタヴィア - マニラ - 馬公 - 佐世保 - 大連 - 釜山 - 大湊方面巡航
  - 4月28日- 帰着
  - 7月28日- 装甲巡洋艦「磐手」乗組
  - 12月25日- 任 海軍少尉
- 1909年（明治42年）11月1日- 2等駆逐艦「綾波（初代）」乗組
  - 12月1日- 戦艦「香取」乗組
- 1910年（明治43年）3月22日- 2等巡洋艦「千歳（初代）」乗組
  - 9月26日- 戦艦「鹿島」乗組
  - 12月1日- 任 海軍中尉・海軍砲術学校普通科学生
- 1911年（明治44年）4月20日- 海軍水雷学校普通科学生
  - 8月4日- 駆逐艦「雷」乗組
- 1912年（大正元年）12月1日- 海軍大学校乙種学生
- 1913年（大正2年）5月24日- 海軍砲術学校高等科第12期学生
  - 11月29日- 海軍砲術学校高等科修了
  - 12月1日- 任 海軍大尉・巡洋戦艦「金剛」分隊長
- 1915年（大正4年）6月30日- 装甲巡洋艦「磐手」分隊長 少尉候補生指導官
  - 12月16日- 練習艦隊近海航海出発 佐世保 - 仁川 - 旅順 - 大連 - 鎮海 - 舞鶴 - 鳥羽方面巡航
- 1916年（大正5年）4月3日- 帰着
  - 4月20日- 練習艦隊遠洋航海出発 香港 - シンガポール - フリーマントル - メルボルン - シドニー - ウェリントン - オークランド - ヤルート - ポナペ - トラック - 父島方面巡航
  - 8月22日- 帰着
  - 9月1日- 海軍兵学校教官兼監事
  - 12月1日- 海軍大学校甲種第16期学生
- 1918年（大正7年）11月26日- 海軍大学校卒業 卒業時成績順位20名中第6位
  - 12月1日- 第3水雷戦隊参謀
- 1919年（大正8年）12月1日- 任 海軍少佐・横須賀鎮守府附・兼海軍省軍務局第1課出仕
  - 6月1日- 在アメリカ日本大使館附海軍駐在武官府補佐官
- 1923年（大正12年）6月1日- 帰朝
  - 6月11日- 海軍軍令部第3班第5課
  - 12月1日- 任 海軍中佐・河川用砲艦「安宅」艦長
- 1924年（大正13年）11月20日- 軽巡洋艦「五十鈴」副長
- 1925年（大正14年）10月20日- 海軍大学校教官
- 1928年（昭和3年）12月4日- 軽巡洋艦「北上」艦長
  - 12月10日- 任 海軍大佐
- 1929年（昭和4年）10月5日- 軍令部出仕（海軍省軍務局軍備制限委員）[2]
- 1930年（昭和5年）11月1日- 在アメリカ日本大使館附海軍駐在武官
- 1932年（昭和7年）11月15日- 帰朝
- 1933年（昭和8年）3月2日- 軍令部参謀
  - 12月10日- 軍令部第3部第5課長
- 1934年（昭和9年）6月26日- 欧米各国出張
  - 11月15日- 任 海軍少将・第5水雷戦隊司令官
- 1935年（昭和10年）11月15日- 第1潜水戦隊司令官
- 1936年（昭和11年）12月1日- 軍令部出仕
- 1937年（昭和12年）1月22日- 第10戦隊司令官
  - 10月20日- 第14戦隊司令官
  - 12月1日- 大湊要港部司令官
- 1938年（昭和13年）11月15日- 任 海軍中将
- 1939年（昭和14年）12月15日- 待命
  - 12月21日- 予備役編入
- 1940年（昭和15年）2月1日- 南洋拓殖株式会社 専務理事
- 1946年（昭和21年）1月15日- 南洋拓殖株式会社 専務理事 辞任
- 1947年（昭和22年）11月28日- 公職追放仮指定[3]
- 1953年（昭和28年）7月30日- 死去 享年68。墓所は多磨霊園(13-1-18)

## 栄典
- 1909年（明治42年）3月1日 - 正八位[4]
- 1911年（明治44年）2月20日 - 従七位[5]
- 1914年（大正3年）1月30日 - 正七位[6]
- 1919年（大正8年）3月31日 - 従六位[7]
- 1924年（大正13年）1月21日 - 正六位[8]